# Preore
Preore és un antic municipi italià dins de la província de Trento. L'any 2010 tenia 402 habitants. Limitava amb els municipis de Bolbeno, Montagne, Ragoli, Tione di Trento, Villa Rendena i Zuclo.
L'1 de gener 2016 es va fusionar amb els municipis de Montagne i Ragoli creant així el nou municipi de Tre Ville, del qual actualment és una frazione.

## Administració
| Període | Identitat     | Partit        |
| ------- | ------------- | ------------- |
| 2010-   | Paletti Paolo | Llista cívica |